# Rudolf Lojda
Rudolf Lojda (4. července 1927 Plzeň – 5. srpna 2007 Praha) byl český hudební pedagog, violoncellista, sólista a komorní hráč, autor script, člen komorních souborů České noneto a Bohemia Trio.

## Život
Na housle se učil u matčiny sestry Valy Loukotové-Talichové, violoncello u strýce Jana Talicha. Studoval na plzeňské reálce. Poté nastoupil na studium architektury, ze které po roce přešel na Akademii múzických umění, kde byl žákem Ladislava Zelenky. Zde po ukončení studia v roce 1951 působil jako asistent a v letech 1952–1955 jako aspirant. V roce 1956 se stal členem Armádního uměleckého souboru Víta Nejedlého. Od roku 1966 byl členem Českého noneta, ve kterém působil až do roku 1989.. Následně působil v komorním souboru Bohemia Trio.

## Rodina
Z prvního manželství měl syna Petra Vichnara. Podruhé se oženil s výtvarnicí Ludmilou Šoršovou. Žili v Praze na Malé Straně. Spolu měli dcery Kateřinu, herečku a političku, a Barboru. I toto manželství se později rozpadlo.